# René Vogt
René Vogt (* 24. März 1949) ist ein Schweizer Unternehmer und ehemaliger Automobilrennfahrer.

## Karriere
René Vogt begann in den 1980er-Jahren mit dem Motorsport. 1986, 1988 und 1989 startete er beim Porsche 944 Turbo Cup. 1988 und 1989 erreichte er jeweils den fünften Platz in der Saisonwertung.
Mit Gründung des Porsche Carrera Cup Deutschland 1990 fuhr er dort eine Saison und belegte in der Jahreswertung den 16. Rang. 1992 trat er im Carrera Cup noch einmal an und konnte sich auf den 13. Platz – seinem besten Ergebnis in dieser Rennserie – verbessern. Im darauffolgenden Jahr ging er mit dem Team Walter Eichin Racing noch einmal in der Markenmeisterschaft an den Start.
1994 fuhr er mit einem Porsche 911 Carrera Cup für das Team Jolly Club drei Rennen in der GT3-Klasse der Italienischen Supercar-GT-Meisterschaft.
Vogt startete zusammen mit Bernd Mayländer und Rolf Pichl in einem Porsche Carrera 2 beim 24-Stunden-Rennen auf dem Nürburgring 1991 und belegte am Ende den neunten Rang.
René Vogt ist Inhaber einer auf Porsche-Fahrzeuge spezialisierten Automobilwerkstatt.